# Dreamhack Open
DreamHack Open är en e-sportturnering i datorspelet Starcraft II. Under 2013 spelades turneringen i tur och ordning i Stockholm (26–27 april), på Dreamhack i Jönköping (15–17 juni), Valencia (19–20 juli), Bukarest (14–15 september) och finalen spelas på Dreamhack 28-30 november i Jönköping.
Prissumman vid varje deltävling under 2013 uppgick till 175 000 kr och för finalen var prissumman 500 000 kr. Sveriges Television direktsände från Stockholm både på SVT Play och på SVT2 och direktsände även från Dreamhack Summer i juni. Alla tävlingar sänds även live till en internationell publik via TwitchTV.
Under 2012 var prissumman totalt 150 000 kr per deltävling och 550 000 kr i finalen.
Under 2014 spelas Dreamhack Open (förutom på Dreamhack Summer och Winter) i Bukarest, Valencia, Moskva och Stockholm.

## Resultat

### 2012
| Starcraft 2               | Guld     | Silver | Brons            |
| Dreamhack Open: Stockholm | Thorzain | Polt   | Ret · Monster    |
| Dreamhack Summer 2012     | Mana     | Dimaga | Fraer            |
| Dreamhack Open: Valencia  | Taeja    | Forgg  | Targa · TheSTC   |
| Dreamhack Open: Bucharest | Nerchio  | Bly    | Mana · Starnan   |
| Dreamhack Winter 2012     | Hero     | Taeja  | Monchi · Nerchio |

### 2013
| Starcraft 2               | Guld     | Silver     | Brons                 |
| Dreamhack Open: Stockholm | Leenock  | Naniwa     | Hero · Jaedong        |
| Dreamhack Summer          | Stardust | Jaedong    | Sjow · Taeja          |
| Dreamhack Open: Valencia  | Hyun     | Jaedong    | Goswser · Stardust    |
| Dreamhack Open: Bukarest  | Taeja    | Innovation | MMA · Life            |
| Dreamhack Winter          | Taeja    | Life       | Patience · Innovation |